# Râul Cușmed
Râul Cușmed este un curs de apă, afluent al râului Târnava Mică. 

## Hărți
- Harta județului Harghita
- Harta județului Mureș